# Да Матта, Кристиано
Кристиа́но Монте́йро да Ма́тта (порт. Cristiano Monteiro da Matta, имя итальянского происхождения, звучащее в португальском произношении как Криштиа́ну Монте́йру да Ма́тта, род. 19 сентября 1973, Белу-Оризонти) — бразильский автогонщик, участник чемпионата Мира по автогонкам в классе Формула-1 (2003-2004). Победитель чемпионата Champ Car 2002 года.

## Биография

### Ранние годы
Начал заниматься картингом в 1989 году, в 1993 году стал чемпионом Бразилии в Формуле-Форд. В 1995-96 годах выступал в британской Формуле-3 и международном чемпионате Формулы-3000. В 1998 году завоевал титул «Новичок года» в американском чемпионате «Инди Лайтс», на следующий год стал чемпионом «Инди Лайтс», одержав четыре победы.

### CART
С 1999 года выступал в серии CART. Уже на следующий год одержал первую победу на этапе в Чикаго, но настоящий успех пришёл к нему после перехода в команду «Ньюман-Хаас», в которой да Матта стал чемпионом CART в 2002 году на автомобиле «Лола» с двигателем «Тойота». Его успех привлёк внимание руководителей команды Формулы-1 «Тойота», и на следующий год да Матта подписал контракт основного пилота японской команды.

### Формула-1
В 2003 году да Матта провёл полный сезон в Формуле-1. Четыре раза набирал очки в зачёт чемпионата: в Гран-при Испании
(6 место), Великобритании (7 место, лидировал), Германии (6 место), Японии (7 место, стартовал 3-м). В чемпионате занял 13 место.
Следующий год, 2004-й, был менее результативным: единственный результативный финиш в Монако (6 место), четыре схода и дисквалификация на этапе в Канаде. После Гран-при Германии да Матта был заменён на Рикардо Зонту.

### Возвращение в Америку
В 2005 году да Матта вернулся в чемпионат CART, успевший за время его отсутствия сменить название на Champ Car. В сезоне 2005 года одержал одну победу в Портленде, на следующий год лишь один раз поднялся на подиум. 3 августа 2006 года на тестах в Элкхарт-Лейке попал в тяжёлую аварию, столкнувшись с выбежавшим на трассу оленем, был госпитализирован с серьёзной травмой головы. Вернулся в гонки только в начале 2008 года.

## Результаты выступлений в Формуле-1
| Легенда к таблице |                                                                    |
| --- | ------------------------------------------------------------------ |
| В таблице перечислены результаты всех Гран-при Формулы-1, в которых принимал участие гонщик. Строками таблицы являются сезоны, столбцами — этапы чемпионата мира. В каждой клетке указаны сокращённое название этапа и результат, дополнительно обозначенный цветом. Расшифровка обозначений и цветов представлена в нижеследующей таблице. |                                                                    |
| \| Пример \| Описание \| \| ------------ \| ------------------------------------------------------------------ \| \| 1 \| Победитель \| \| 2 \| Второе место \| \| 3 \| Третье место \| \| 5 \| Финишировал, заработав очки \| \| Сход \| Не финишировал, но при этом заработал очки \| \| 12 \| Финишировал, не получив очков \| \| НКЛ \| Финишировал, но не попал в финальную классификацию \| \| 15 \| Участвовал вне зачёта, либо по отдельной классификации \| \| 18 \| Не финишировал, но попал в финальную классификацию \| \| Сход \| Не финишировал \| \| НКВ \| Не прошёл квалификацию \| \| НПКВ \| Не прошёл предквалификацию \| \| ДСК \| Дисквалифицирован \| \| ИСК \| Исключён из протокола соревнований \| \| ТТ \| Заявлен для участия только в тренировках \| \| НС \| Участвовал в квалификации, но не стартовал в гонке \| \| Т \| Травмирован или болен \| \| ОТК \| Отказ от участия \| \| НТР \| Прибыл на соревнования, но на трассу не выезжал \| \| НПР \| Был заявлен в числе участников, но не прибыл к началу соревнований \| \| О \| Соревнования отменены \| \| \| Не участвовал \| \| Поул-позиция \| \| \| Быстрый круг \| \| |                                                                    |
| Пример | Описание                                                           |
| 1 | Победитель                                                         |
| 2 | Второе место                                                       |
| 3 | Третье место                                                       |
| 5 | Финишировал, заработав очки                                        |
| Сход | Не финишировал, но при этом заработал очки                         |
| 12 | Финишировал, не получив очков                                      |
| НКЛ | Финишировал, но не попал в финальную классификацию                 |
| 15 | Участвовал вне зачёта, либо по отдельной классификации             |
| 18 | Не финишировал, но попал в финальную классификацию                 |
| Сход | Не финишировал                                                     |
| НКВ | Не прошёл квалификацию                                             |
| НПКВ | Не прошёл предквалификацию                                         |
| ДСК | Дисквалифицирован                                                  |
| ИСК | Исключён из протокола соревнований                                 |
| ТТ | Заявлен для участия только в тренировках                           |
| НС | Участвовал в квалификации, но не стартовал в гонке                 |
| Т | Травмирован или болен                                              |
| ОТК | Отказ от участия                                                   |
| НТР | Прибыл на соревнования, но на трассу не выезжал                    |
| НПР | Был заявлен в числе участников, но не прибыл к началу соревнований |
| О | Соревнования отменены                                              |
| | Не участвовал                                                      |
| Поул-позиция |                                                                    |
| Быстрый круг |                                                                    |

| Сезон | Команда | Шасси        | Двигатель | Ш | 1        | 2      | 3      | 4        | 5      | 6      | 7        | 8       | 9        | 10     | 11     | 12       | 13     | 14       | 15    | 16    | 17  | 18  | Место | Очки |
| ----- | ------- | ------------ | --------- | - | -------- | ------ | ------ | -------- | ------ | ------ | -------- | ------- | -------- | ------ | ------ | -------- | ------ | -------- | ----- | ----- | --- | --- | ----- | ---- |
| 2003  | Toyota  | Тойота TF103 | Тойота    | M | АВС Сход | МАЛ 11 | БРА 10 | САН 12   | ИСП 6  | АВТ 10 | МОН 9    | КАН 11  | ЕВР Сход | ФРА 11 | ВЕЛ 7  | ГЕР 6    | ВЕН 11 | ИТА Сход | США 9 | ЯПО 7 |     |     | 13    | 10   |
| 2004  | Toyota  | Тойота TF104 | Тойота    | M | АВС 12   | МАЛ 9  | БАХ 10 | САН Сход | ИСП 13 | МОН 6  | ЕВР Сход | КАН ДСК | США Сход | ФРА 14 | ВЕЛ 13 | ГЕР Сход | ВЕН    | БЕЛ      | ИТА   | КИТ   | ЯПО | БРА | 17    | 3    |

## Результаты выступлений в Champ Car
| Год  | Команда         | Место | Очки |
| ---- | --------------- | ----- | ---- |
| 1999 | Arciero-Wells   | 18    | 32   |
| 2000 | PPI Motorsports | 10    | 112  |
| 2001 | Newman/Haas     | 5     | 140  |
| 2002 | Newman/Haas     | 1     | 237  |
| 2005 | PKV             | 11    | 139  |
| 2006 | Coyne/ RuSPORT  | 13    | 134  |